# Aiouea acarodomatifera
Aiouea acarodomatifera är en lagerväxtart som beskrevs av André Joseph Guillaume Henri Kostermans. Aiouea acarodomatifera ingår i släktet Aiouea och familjen lagerväxter. Inga underarter finns listade i Catalogue of Life.